# Rosmonda d'Inghilterra (Coccia)
Rosmonda d'Inghilterra (o anche Rosmonda o Rosmunda d'Inghilterra) è un'opera in due atti di Carlo Coccia, su libretto di Felice Romani. Fu rappresentata per la prima volta il 28 febbraio 1829 al Teatro La Fenice di Venezia.
Gli artisti coinvolti nella prima rappresentazione furono:
| Personaggio/Ruolo             | Registro vocale | Interprete                         |
| ----------------------------- | --------------- | ---------------------------------- |
| Enrico II                     | tenore          | Giovanni Battista Verger           |
| Leonora                       | contralto       | Clorinda Corradi Pantanelli        |
| Rosmonda                      | soprano         | Giuditta Grisi                     |
| Clifford                      | basso           | Carlo Porto-Ottolini               |
| Arturo                        | contralto       | Marietta Brambilla                 |
| Norcesto                      | basso           | Rainieri Pocchini Cavalieri        |
| Direttore d'orchestra         | -               | Pietro Tonassi                     |
| Maestro al cembalo e del coro | -               | Luigi Carcano                      |
| Scenografia                   | -               | Francesco Bagnara, Tranquillo Orsi |

Lo stesso libretto, con alcune modifiche, fu musicato nel 1834 da Gaetano Donizetti per un'opera con lo stesso titolo.

## Trama
L'azione è in Inghilterra, nel castello di Woodstock e nella Torre di Rosmonda, nel XII secolo.
La trama è basata sulla figura di Rosamund Clifford, amante di Enrico II d'Inghilterra. Il re Enrico II, non amando la superba e imperiosa moglie Leonora di Guienna, sedusse una giovane, Rosmonda, figlia di un suo governatore, Clifford, e la condusse nel castello di Woodstock, tenendola nascosta in una torre, detta perciò Torre di Rosmonda, pensando di sposarla. Ma Leonora scoprì Rosmonda e la trucidò.

### Atto I
Leonora, che sospetta da tempo di essere tradita dal marito, giunge casualmente al castello di Woodstock a causa del maltempo che ha colpito una partita di caccia. Udendo che Enrico, di ritorno dall'Irlanda, si è recato lì prima che a Londra, capisce che ne troverà l'amante. Leonora riesce a convincere il paggio Arturo, che le è molto fedele ma è anche a conoscenza che Enrico ha un'amante, a condurla nelle stanze ove Rosmonda è nascosta. Leonora scopre poi che Arturo stesso è innamorato di Rosmonda.
Giunge al castello anche Clifford, il padre di Rosmonda. Enrico, per poter approfittare della figlia, lo aveva mandato in missione in Francia, e Clifford è ancora all'oscuro di tutto. Enrico cerca di prepararlo alla notizia, ma Clifford è sdegnato dal fatto che il re abbia tradito la legittima sposa per sedurre una giovane.
Nelle stanze ov'è rinchiusa, Rosmonda, che non sa che il suo amante è il re, riceve la visita del padre, che alla sua vista diviene ancor più furioso. Le promesse di Enrico, che giura di sposarla e ripudiare Leonora, non valgono a calmarlo, né a placare lo sdegno di Rosmonda, che apprendendo chi è Enrico si sente ingannata.
Giunge infine Leonora, condotta da Arturo. Il paggio e Clifford sperano che il suo intervento li aiuti ad allontanare dal re Leonora, atterrita. L'atto si conclude con un duro litigio tra Enrico e la moglie.

### Atto II
Enrico ha fatto imprigionare Clifford e ha deciso di ripudiare Leonora e rimandarla in Aquitania, regione di cui è originaria, ma Leonora gli ricorda che è grazie alle ricchezze e agli appoggi che lei gli ha portato se egli, da duca di Normandia, è divenuto re. Leonora cerca di convincere Enrico che lo ama ancora, ma il re è certo che ella miri solo al potere. I due si separano minacciandosi.
Arturo pensa al suo amore senza speranza per Rosmonda, mentre attende la regina alla quale ha promesso di fare incontrare ancora l'amante del re. Leonora minaccia di morte la giovane, poi le dice che l'unico scampo è fuggire con Arturo. Rosmonda non vorrebbe, ma alla fine cede. Enrico cerca poi di convincere Rosmonda che l'ama anche se l'ha ingannata, e le offre di ascendere al trono, ma Rosmonda non cede alle sue suppliche.
Nei giardini di Woodstock, di notte, Rosmonda attende Arturo per la progettata fuga. Arturo giunge in compagnia di Clifford, che dice di essere stato graziato dalla regina. I tre si preparano a fuggire, ma irrompe la stessa Leonora seguita dalla sue guardie. Leonora, che aveva finto di facilitare la partenza di Clifford, Arturo e Rosmonda, può così cogliere la sua vendetta, ed è lei stessa a trafiggere la rivale davanti agli occhi del giovane paggio e del padre.

## Struttura musicale
- Sinfonia

### Atto I
- N. 1 - Introduzione e Cavatina di Leonora D'atre nuvole il cielo è coperto - Cessa il nembo, il vento tace (Coro, Norcesto, Leonora)
- N. 2 - Duetto fra Leonora ed Arturo Innocente! E tu difendi
- N. 3 - Coro e Cavatina di Enrico Amor che tutti accende - Dopo i lauri di vittoria (Coro, Enrico)
- N. 4 - Duetto fra Enrico e Clifford Tu non conosci il merto
- N. 5 - Canzone Perché non ho del vento (Rosmonda, Arturo)
- N. 6 - Finale I Era, ahi lasso! ell'era in pria (Clifford, Rosmonda, Arturo, Enrico, Leonora, Suffolk, Norcesto, Coro)

### Atto II
- N. 7 - Coro e Duetto fra Leonora ed Enrico Udimmo o re. Qual suddito - Mi splendeva un serto in fronte (Coro, Leonora, Enrico)
- N. 8 - Aria di Arturo Io non ti posso offrire
- N. 9 - Terzetto fra Leonora, Arturo e Rosmonda Cedi: a placarmi e vivere
- N. 10 - Duetto fra Rosmonda ed Enrico M'apri del padre il carcere
- N. 11 - Coro, Aria di Rosmonda e Finaletto Ecco gli antichi Platani - Coll'onda, col vento - Qual fragor? (Coro, Rosmonda, Clifford, Arturo, Leonora, Enrico)